# Polyomaviridae

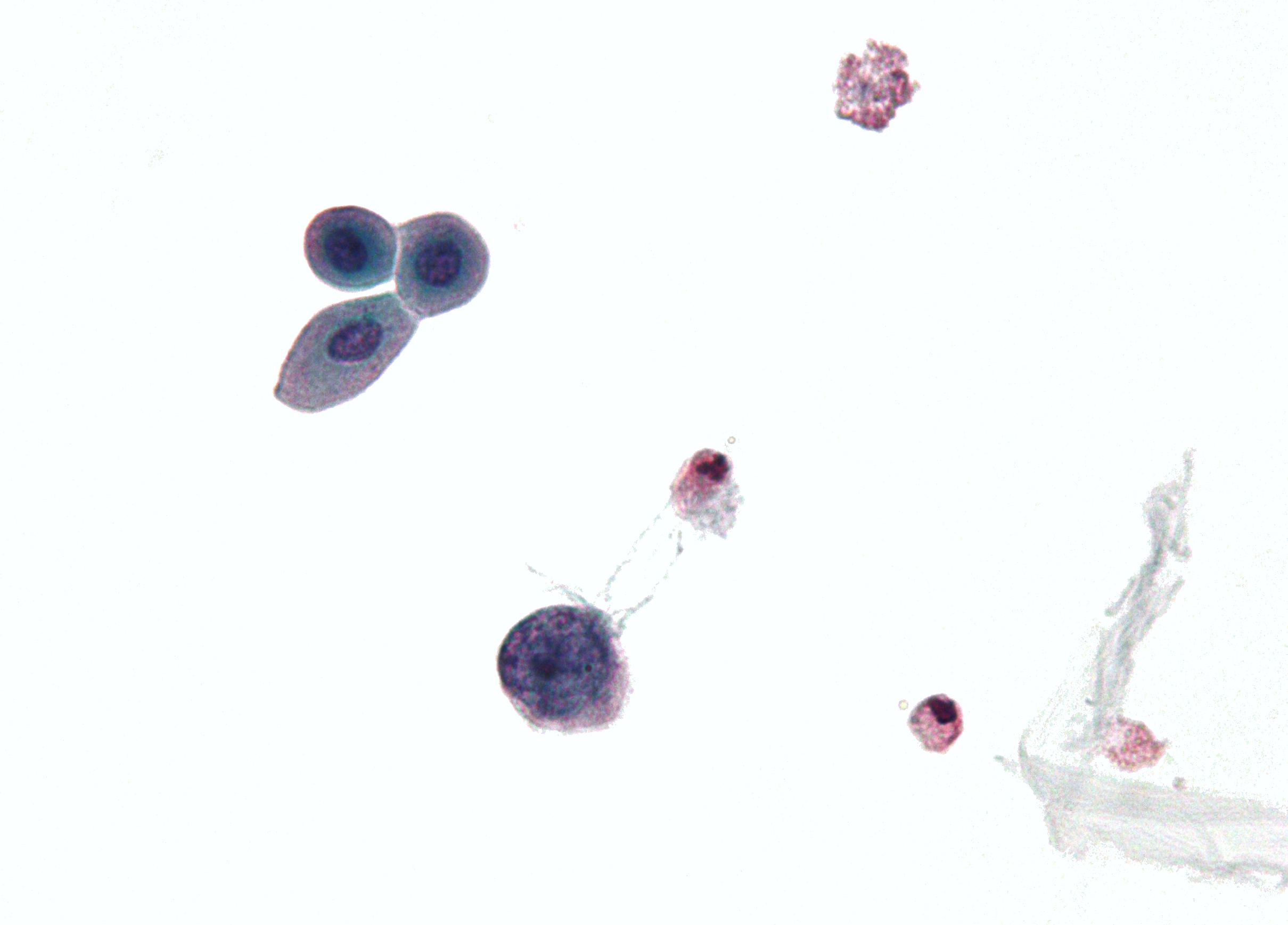
Une cellule infectée par un polyomavirus (en bas au centre).

Les polyomaviridae sont une famille de virus dont le génome est constitué d'ADN bicaténaire circulaire.
Les trois virus principaux sont, chez le singe : le virus simien 40 (SV40), et chez l'humain : les virus BK (BKPyV ou BKV) et les virus JC (JCPyV ou JCV), selon la nomenclature d'origine basée sur les initiales des patients sources. Depuis 2021, la nomenclature s'appuie sur des noms binomiaux répartis dans 8 genres distincts appelés de Alphapolyomavirus à Zetapolyomavirus.

## Morphologie
Il s'agit de petites particules hexagonales, parmi les plus petits virus à ADN, à capside icosaédrique formée de 72 capsomères. Les capsomères sont constitués par les protéines VP1, VP2 et VP3.

## Structure
La structure de la capside est uniquement faite de protéines (pas de lipides), ce qui confère au virus une grande résistance thermique et aux solvants.
La protéine VP1 représente 75 % de la masse protéique totale et les protéines VP2 et VP3, 5 %. Les histones constituent les 20 % restants.
La protéine VP1 peut prendre six formes différentes par modifications post-traductionnelles, impliquant alors des fonctions différentes. 
Par exemple :
- VP1A est associée à la chromatine virale ;
- VP1E est impliquée dans les propriétés d’hémagglutination.

L'ADN est formé par le brin E (E pour early) et le brin L (L pour late).
La région précoce E exprimée, aboutit à la synthèse de 3 protéines :
- antigène petit T ;
- antigène moyen T ;
- antigène grand T.

L’information génétique est compactée, il y a exploitation de plusieurs cadres de lecture sur une même séquence et implication de mécanismes d’épissages alternatifs.

## Hôtes
Les virus BKV et JCV sont strictement humains. Le SV40, lui, peut infecter l'homme.

## Transmission
Elle est majoritairement aérienne. Les virus BKV et JCV sont largement répandus dans la population humaine. Ils sont sous forme latente dans les cellules rénales, les lymphocytes ou les monocytes. Ce sont des pathogènes opportunistes, ils peuvent causer des pathologies importantes en cas d'immunodépression.

## Pathologies humaines

### Leuco-encéphalite multifocale progressive (LEMP)
Elle est due au JCV, c'est une dégénérescence neuronale causant des troubles neurologiques variés et une détérioration mentale progressive, en particulier chez les sujets atteints du VIH.

### Néphropathie à virus BK
Elle est due au BKV. Bien que souvent asymptomatique, elle peut être responsable d'une détérioration de la fonction rénale chez les patients transplantés rénaux. Elle se détecte par la mesure de la virémie par méthode PCR. Le traitement consiste en une diminution de l'immunosuppresion médicamenteuse.

### Carcinome à cellules de Merkel
En 2008, une équipe de chercheurs a mis en évidence l'existence de séquences virales au sein des cellules de ce cancer ; d'autres chercheurs ont confirmé cette découverte.

## Pathologies animales

### Néphrite hémorragique entérite de l'oie (NHEO)
Elle est très fréquente dans les élevages d'oies. Cette maladie est causée par le Goose hemorrhagic polyomavirus (GHPV). Elle affecte en particulier les oisillons âgés de 4 à 12 semaines, qui s'affaiblissent alors brutalement, s'isolent et meurent en quelques heures. Le taux de mortalité varie de 20 % à 80 %. L'autopsie révèle un œdème, une ascite gélatineuse et une néphrite caractéristiques, et quelquefois une entérite muco-hémorragique.

### Polyomavirose des psittacidés
Cette pathologie touche elle aussi préférentiellement les jeunes oiseaux, âgés de 2 à 8 semaines. Elle est causée par le Budgerigar fledgling disease virus. Les oiseaux sont anorexiques, ils présentent diarrhée et vomissements et ont des suffusions sous-cutanées. Leur mort survient dans les 48 heures.